# GOOSE VPN
GOOSE VPN is een Nederlandse VPN-provider. Het bedrijf bedient zowel particuliere als zakelijke klanten en biedt  applicaties voor iOS, Android, Windows, macOS, Linux, Android TV. De VPN kan handmatig worden geïnstalleerd op routers. GOOSE VPN is gevestigd in Rotterdam en is de eerste VPN-provider in Nederland.

## Geschiedenis
GOOSE VPN is opgericht in 2016 in Rotterdam door Joeri van de Watering. Zijn streven was om een eenvoudige, gebruiksvriendelijke VPN aan te bieden. In 2017 investeerde Treasure een bedrag van 1 miljoen euro in het bedrijf.
In 2020 is GOOSE Zakelijk ontstaan, met als doelgroep kleine en middelgrote bedrijven.
In 2021 werd samen het Cyber Alarm geïmplementeerd in de zakelijke software. Deze tool was ontwikkeld in samenwerking met SecureMe2. Het alarm analyseert het internetverkeer op mogelijke risico's, zoals malware, ransomware en virussen, en stelt de gebruiker hier proactief van op de hoogte.

## Kenmerken
GOOSE VPN creëert een veilige tunnel tussen een apparaat en het internet. Als er verbinding is met een server van GOOSE VPN gaat al het internetverkeer door deze versleutelde tunnel. Het internetverkeer wordt beveiligd door een 256-bits versleuteling. Doordat het internetverkeer via een externe server wordt geleid, worden IP-adressen verborgen. Hierdoor kan de gebruiker zich anoniem over het internet verplaatsen. Door een server op een specifieke locatie te kiezen kunnen blokkades worden omzeild.
Het bedrijf heeft een no-logbeleid, maar zal alsnog logs verzamelen als de overheid hier om verzoekt, zoals bij het volgen van personen die worden verdacht van criminele activiteiten.
Voor de versleuteling worden verschillende protocollen gebruikt, zoals OpenVPN, IKEv2, L2TP/IPSec en PPtP. Standaard wordt het IKEv2 protocol gebruikt, omdat dit protocol een hogere snelheid biedt dan de overige 3 protocollen.
Het bedrijf biedt ongeveer 100 servers wereldwijd. Naast de algemene servers, zijn er specifieke servers voor P2P-sharing, streaming en het Cyber Alarm.
De desktop- en mobiele applicaties kunnen worden geïnstalleerd op een onbeperkt aantal apparaten met diverse bestuurssystemen en apparaten, zoals iOS, Android, Windows, macOS, Linux, Android TV en routers.